# Stawy Dojlidzkie
Stawy Dojlidzkie – kompleks 19 stawów o łącznej powierzchni około 400 ha położony na południowo-wschodnim pograniczu Białegostoku (osiedle Dojlidy) ze wsią Sobolewo.

## Rekreacja
W 1962 roku na terenie kompleksu rozpoczęto prace nad budową zalewu przeznaczonego do celów rekreacyjnych. W wyniku spiętrzenia rzeki Białej, w miejscu stawów rybackich Plażowego (nazwa przejęta przez nowy zbiornik) i Cygańskiego powstał zalew o powierzchni około 34 ha, długości 1170 m i szerokości 370 m. Średnia głębokość zbiornika wynosi około 2 m. Jego powierzchnia znajduje się na wysokości 136,5 m n.p.m. (maksymalna wysokość piętrzenia wody). Na południowym brzegu zalewu znajduje się Ośrodek Sportów Wodnych Białostockiego Ośrodka Sportu i Rekreacji, w którego skład wchodzi kąpielisko miejskie (Plaża miejska "Dojlidy").

## Fauna
Pozostałe stawy, wraz z przyległymi zabagnieniami i olsami są ostoją ptactwa wodnego. Można tam spotkać ok. 200 gatunków, włącznie z bardzo rzadkimi tj. czapla biała, czapla nadobna, kormoran, nur czarnoszyi, ohar, tracze, uhla, pelikany, kobczyk, terekia, gadożer, orzeł przedni, mewa blada, mewa trójpalczasta itd... Niektóre ze spotykanych tu ptaków nie występują nawet w Biebrzańskim czy Narwiańskim Parku Narodowym. A zarówno jeden jak i drugi słyną z niezwykle bogatej ornitofauny.
Duże, płytkie zbiorniki są również korzystnym środowiskiem dla występowania płazów. Można tu spotkać między innymi kumaka nizinnego, ropuchę szarą, zieloną i paskówkę, rzekotkę, traszkę zwyczajną i grzebieniastą, oraz ogromne ilości wszelkiego rodzaju żab.
Planowane jest utworzenie zespołu przyrodniczo – krajobrazowego obejmującego Stawy Dojlidzkie.